# Херлев
Херлев (дат. Herlev) — Район муниципалиета Херлев, входящий в столичный регион. Находится в 9 км северо-западнее от центра столицы Дании Копенгагена между Рёдовре на юге, Баллерупом на западе и Гладсаксе на севере.

## Этимология
Херлев впервые встречается в книге Эбельхольта 29 июня 1268 года, как 
Herløff, Herløffue.

## История
История города берёт начало с 1450 года, когда была построена церковь Херлева. Это был сельскохозяйственный посёлок. В 1682 году в Херлеве было 18 ферм. Применяемый севооборот был трёхполье.

## Инфраструктура
В 1879 году была построена Фредерикссуннская железная дорога, которая сейчас соединяет Копенгаген и Фредерикссунд и входит в систему пригородно-городских поездов S-tog.
Станция Херлев находится в жилом и торговом массиве.
Так же здесь проходит просёлочная автодорога, кольцевая дорога О3 и ещё несколько магистралей.

## Достопримечательности
- В городе находится городская больница — 25-и этажное здание, высотой 120 м. Здание является самым высоким многоэтажным зданием в Дании. Было открыто в 1976 году.

- Центр искусства и культуры Гаммельгор (Gammelgaard).

- Торговый центр (Herlev Bymidte Butikscenter) — в центре более 35 магазинов и универмаг.

## Пресса
Местная газета - Херлев Бладет (Herlev Bladet)

## Спорт
Городская хоккейная команда Херлев Иглз играет в датской хоккейной лиге.
Свои домашнии матчи проводит на Спар Норд Арене Херлев.